# Itaueira (ort)
Itaueira är en ort i Brasilien.   Den ligger i kommunen Itaueira och delstaten Piauí, i den östra delen av landet, 1 100 km nordost om huvudstaden Brasília. Itaueira ligger 264 meter över havet och antalet invånare är 5 146.
Terrängen runt Itaueira är platt. Runt Itaueira är det mycket glesbefolkat, med 3 invånare per kvadratkilometer.. Det finns inga andra samhällen i närheten.
Omgivningarna runt Itaueira är huvudsakligen savann.